# Courpignac
Courpignac [kuʁpiɲak] ist eine französische Gemeinde mit 413 Einwohnern (Stand: 1. Januar 2022) im Département Charente-Maritime in der Region Nouvelle-Aquitaine (vor 2016 Poitou-Charentes); sie gehört zum Arrondissement Jonzac und zum Kanton Pons. Die Einwohner werden Courpignacais genannt.

## Geographie
Courpignac liegt etwa 60 Kilometer nordnordöstlich von Bordeaux. Umgeben wird Courpignac von den Nachbargemeinden Soubran im Nordwesten und Norden, Salignac-de-Mirambeau im Norden, Rouffignac im Osten, Chamouillac im Osten und Südosten, Val-de-Livenne im Süden sowie Boisredon im Westen.

## Bevölkerungsentwicklung
| Jahr                       | 1962 | 1968 | 1975 | 1982 | 1990 | 1999 | 2006 | 2019 |
| Einwohner                  | 437  | 396  | 347  | 339  | 341  | 359  | 400  | 419  |
| Quellen: Cassini und INSEE |      |      |      |      |      |      |      |      |

## Sehenswürdigkeiten

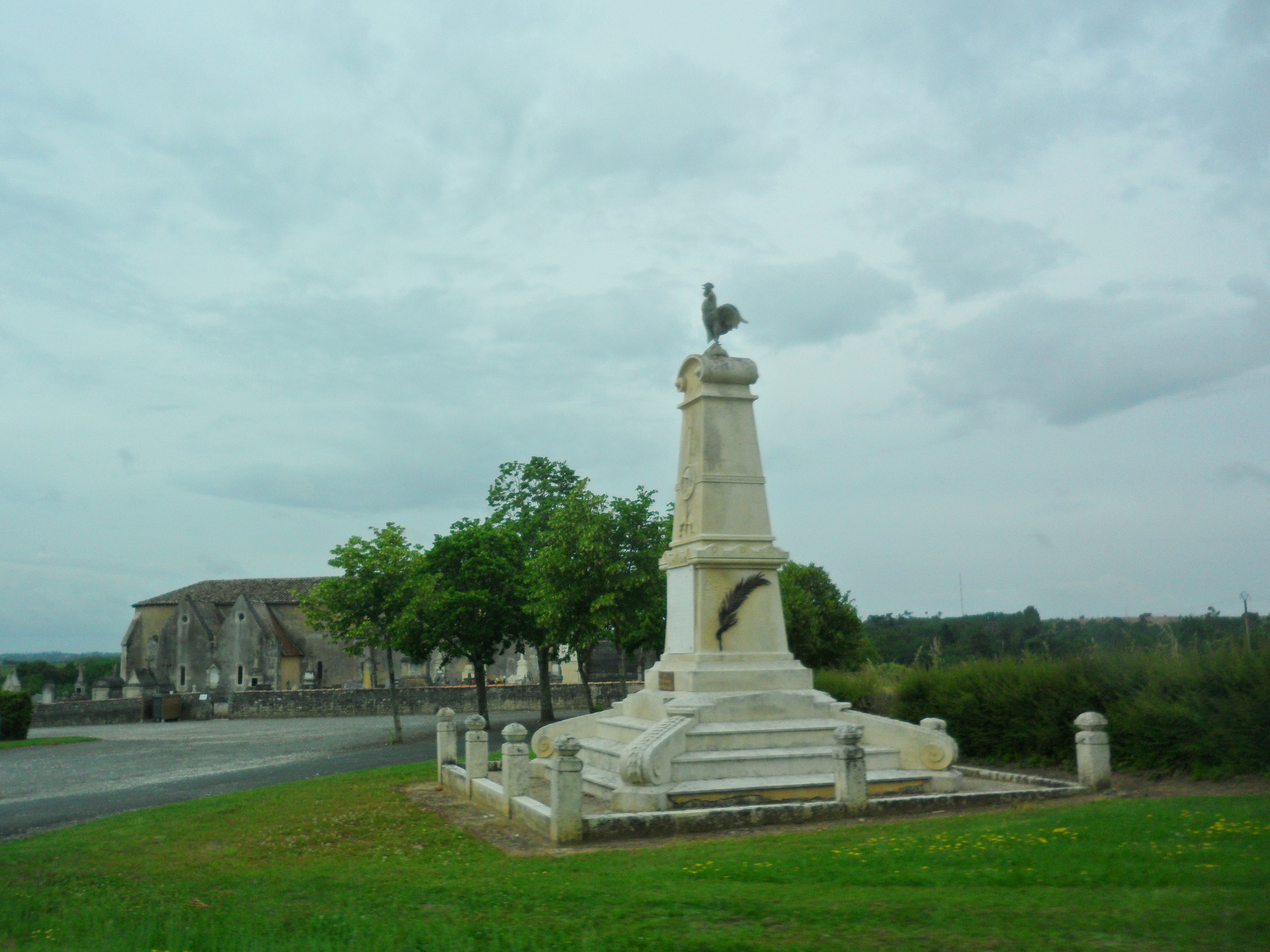
Gefallenendenkmal, im Hintergrund die Kirche Saint-Pierre

- Kirche Saint-Pierre mit romanischem Taufbecken (siehe auch: Liste der Monuments historiques in Courpignac)